# 黑恩鲍姆加滕
黑恩鲍姆加滕是奥地利下奥地利州米斯特尔巴赫县的一个市镇。总面积16.48平方公里，总人口987人，人口密度59.9人/平方公里（2005年）。